# Artmanja vas
Artmanja vas je naselje v občini Trebnje.
Artmanja vas je gručasta vasica v kraški Dobrniški uvali, ki se tu močno razširi proti jugu in severu ob cesti Dobrnič – Mirna Peč. Mimo naselja poteka struga Žibrščice, ki ima več vode le ob deževju, v bližini pa sta kraški jami Boršt in Gmajna. Območje je bilo nekoč redno poplavljeno, zaradi melioracij pa nevarnost poplav ni več tako pogosta. Njivske površine so na Hribu, v Dulah in Podkužnici, pomembna pa sta zlasti poljedelstvo in mesna ter mlečna govedoreja. Naselje je ime dobilo po Hartmannu iz Tirolske, ki se je tu prvi naselil, vasica pa je prvotno pripadala stiškemu samostanu in kasneje grofom Turjaškim. Jeseni leta 1943 so Nemci požgali del naselja.